# Coberley
Coberley – wieś w Anglii, w hrabstwie Gloucestershire, w dystrykcie Cotswold. Leży 15 km na wschód od miasta Gloucester i 138 km na zachód od Londynu. W 2001 miejscowość liczyła 360 mieszkańców.